# Атосса
Атосса (др.-греч. Ἄτοσσα, от древнеперсидск. *Utauθa, авестийск.: Hutaosā; около 550 до н. э. — около 475 до н. э. или 515 до н. э.) — представительница династии Ахеменидов, дочь Кира II и Кассанданы; жена царей Камбиса II, Гауматы и Дария I. Судя по всему, она была названа в честь авестийской Хутаосы, жены царя Виштаспы. Значение этого имени - «прекраснобедрая»

## Биография
Сначала Атосса была женой своего брата Камбиса II, которому ради свадьбы пришлось изменить законодательство. С тех пор царь получил право не подчиняться законам. После смерти Камбиса она вступила в брак с новым царём — Гауматой, самозванцем, который объявил себя младшим братом Камбиса II Бардией (Смердисом). Когда в 522 до н. э. власть с помощью военачальника Отаны захватил Дарий, она вместе со своей сестрой Артистоной и племянницей Пармис стала женой узурпатора в знак признания его царём Персии.
Одна из самых образованных женщин своего времени, Атосса умела писать, собственноручно руководила администрированием царского двора. Имела большое уважение и влияние, что позволило её старшему сыну Ксерксу I взойти на царский трон после смерти отца, хотя у Дария I были и старшие сыновья (Масист, Артабазан Киосский другие, неизвестные нам). Считают, что именно под давлением Атоссы Ксеркс попал под влияние магов и отказался от отцовской толерантной религиозной политики, что привело к разрушению храмов в Вавилоне и Греции. Как писал Геродот (VII, 3), «Атосса всегда добивалась того, что хотела». Согласно ему же, царица симпатизировала греческим рабам. В своей «Истории» Геродот вспоминает, что Атосса, имея кровоточащую опухоль на груди, укутывалась в простыни и избегала людей. В конце концов один из рабов, врач Демокед, подговорил царицу на то, чтобы позволить ему удалить опухоль. Сиддхартха Мукерджи утверждает, что это первое упоминание в литературе мастэктомии, вызванной необходимостью удалить раковую ткань. Напротив, Филипп Гейсе и Маркварт Михлер считают, что Атосса была больна не раком, а маститом.
Кроме Ксеркса, Атосса родила Дарию ещё по крайней мере трёх сыновей: Ахемена, Гистаспа и Масиста.
По одной из версий, она умерла ещё до того, как Ксеркс I стал царём, предположительно до 515 до н. э. Однако Геродот и Эсхил указывают, что Атосса была жива во время похода Ксеркса I на Грецию в 480 до н. э. Согласно древнегреческому историку Аспасию Тирскому, Атосса погибла от рук своего сына Ксеркса.
Оксфордский историк Малкольм Дейвис выдвинул гипотезу, что имя «Атосса» придумал сам Геродот, а на самом деле мать Ксеркса I звали иначе. Дэйвис указывает, что Ктесий из Книда вообще не упоминал Атоссы в своих произведениях, её имени нет и в Бехистунской надписи.
В честь Атоссы назван астероид семейства Флоры во внутреннем кольце Пояса астероидов (810) Атосса, открытый в 1915 году астрономом Максимилианом Вольфом.

## Атосса в литературе
- Принято считать, что Атосса — одно из главных действующих лиц трагедии Эсхила «Персы». Но Генри Д. Броудхед и Александер Ф. Гарви указывают, что в этой трагедии имя «Атосса» упомянуто только один раз — в 159 строфе, и предполагают, что это произошло вследствие вставки схолии (то есть пометки на полях рукописи) в оригинальный текст[6].
- Атосса — один из ключевых персонажей романа Гора Видала «Сотворение мира» (Creation, 1981, рус. перевод 1999)
- Ульянов, Николай Иванович. Атосса — Нью-Йорк: Издательство имени Чехова, 1952
- В своей книге «Царь всех болезней. Биография рака» Сиддхартха Мукерджи изобразил воображаемые путешествия Атоссы во времени на протяжении двух тысяч шестисот лет и лечение от рака молочной железы согласно уровню медицины в разные времена[7].